# پتند
پتند (به مجاری:  Pettend) یک منطقهٔ مسکونی در مجارستان است که در ناحیه سیگت‌وار واقع شده‌است. پتند ۱۴۹ نفر جمعیت دارد.